# Ren’Py
Ren’Py – darmowy silnik gier umożliwiający tworzenie powieści wizualnych. Jest rozwijany od 2004 roku przez Toma Rothamela. Do korzystania z silnika wymagana jest tylko podstawowa znajomości języka Python, dlatego jest on powszechnie wykorzystywany przez twórców niezależnych powieści wizualnych.

## Funkcje
Ren’Py zawiera funkcje typowe dla powieści wizualnych, takie jak wsparcie dla wielowątkowej fabuły, zapisywanie i wczytywanie stanów gry, cofanie do poprzednich punktów w historii, różne możliwości przejścia danej sceny i inne. Skrypty Ren’Py swoją budową przypominają scenariusz, jednak mogą dodatkowo zawierać bloki kodu w Pythonie, pozwalające zaawansowanym użytkownikom na dodawanie własnych funkcji.
Ren’Py został stworzony w Pythonie (Pygame) i wspiera systemy: Windows, GNU/Linux, Mac OS X. Może być również przeportowany na Androida lub iOS.

## Przykładowe gry wykorzystujące Ren’Py
- Analogue: A Hate Story[2]
- Butterfly Soup[2]
- Doki Doki Literature Club![2]
- Ladykiller in a Bind[2]
- Long Live The Queen[2]
- Katawa Shoujo[5]